# Ravageurs du cotonnier
Principaux ravageurs des cotonniers cultivés.

## Insectes

### Coléoptères

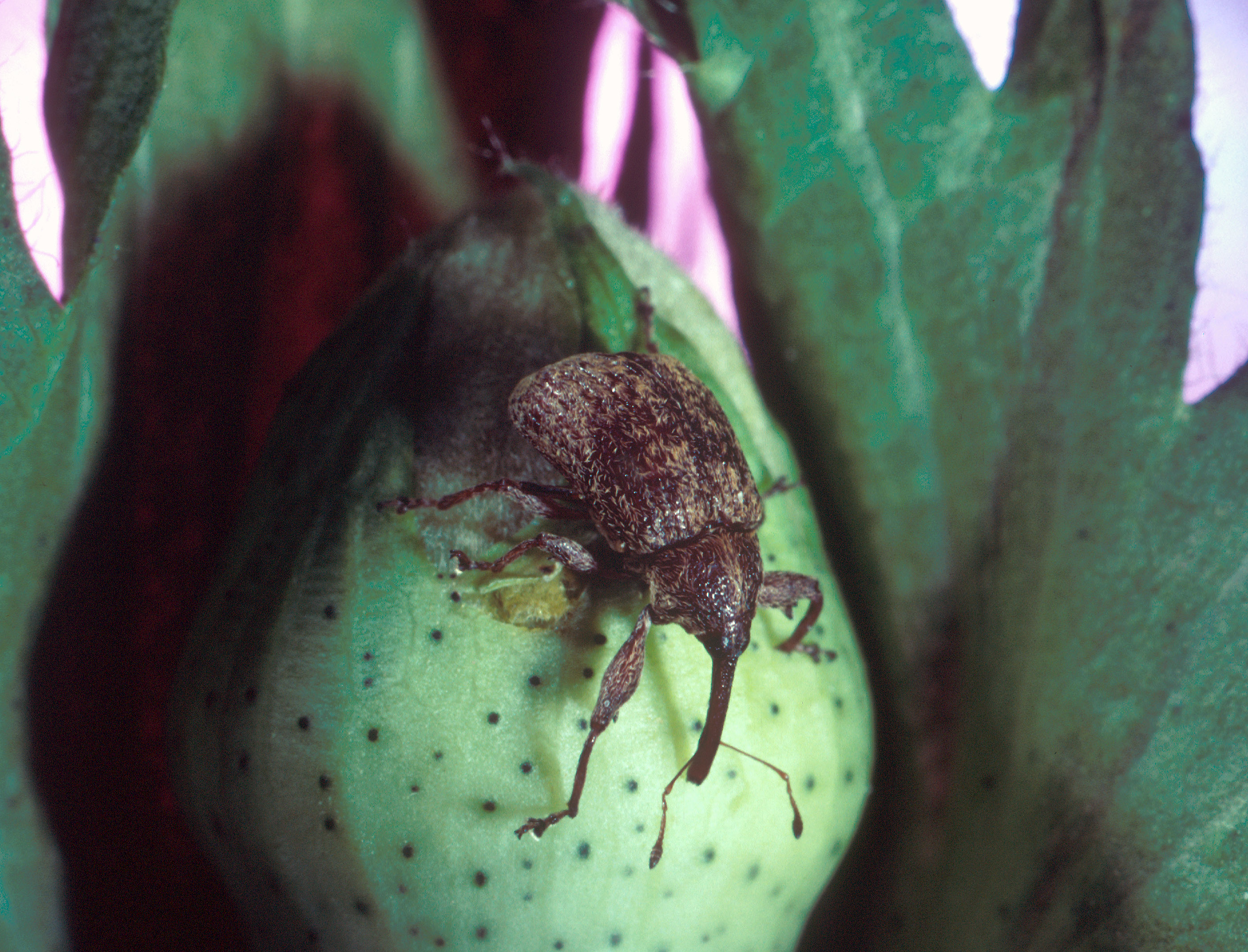
Charançon du coton (Anthonomus grandis) ; un monument à la gloire de ce déprédateur a été érigé en 1915 à Enterprise (Alabama).

- Anthonomus grandis (charançon du coton ou ver de la capsule du cotonnier),
- Apion soleatum (charançon de la tige du cotonnier),
- Podagrica puncticollis (altise du coton),
- Syagrus calcaratus (altise du coton).

### Hémiptères
- Aphis gossypii (puceron du cotonnier ou puceron du melon)[1],
- Bemisia tabaci (aleurode du cotonnier),
- Creontiades dilutus (miride vert),
- Dysdercus cingulatus (punaise du cotonnier),
- Dysdercus koenigii (punaise du cotonnier),
- Horcias nobilellus (punaise du cotonnier),
- Jacobiasca lybica (cicadelle verte du cotonnier),
- Phenacoccus solenopsis (cochenille du coton).

### Lépidoptères
- Thaumatotibia leucotreta, syn. Cryptophlebia leucotreta (Faux Carpocapse)[2],
- Diaphania indica  (pyrale du cotonnier),
- Diparopsis castanea  (ver rouge du cotonnier ou noctuelle rouge du cotonnier).
- Earias cupreoviridis  (noctuelle verte du cotonnier),
- Earias insulana  (Chenille épineuse du cotonnier),
- Helicoverpa armigera (noctuelle de la tomate),
- Helicoverpa punctigera  (ver d'Australie),
- Heliothis virescens (noctuelle des bourgeons du tabac ou noctuelle verdoyante)
- Mussidia nigrivenella  (foreur des épis de maïs)[3],
- Pectinophora gossypiella  (ver rose du cotonnier),
- Pectinophora scutigera  (ver du cotonnier),
- Platyedra subcinerea  (teigne de la tige du cotonnier),
- Spodoptera exigua (noctuelle de la betterave).
- Spodoptera littoralis  (ver du cotonnier ou noctuelle méditerranéenne).
- Spodoptera litura  (noctuelle rayée ou ver du coton).

### Thysanoptères
- Frankliniella schultzei (thrips du cotonnier),
- Thrips tabaci (thrips du tabac et de l'oignon).

## Arachnides
- Oligonychus gossypii

- Polyphagotarsonemus latus (tarsonème du cotonnier ou acarien jaune),

- Tetranychus lambi,
- Tetranychus ludeni,
- Tetranychus neocaledonicus[4],
- Tetranychus urticae (tétranyque tisserand ou araignée rouge du cotonnier).,